# Pray Away (Dokumentar)
Pray Away er en amerikansk dokumentar fra 2021. Den er produceret og instrueret af Kristine Stolakis. Den følger overlevende fra konverteringsterapi samt terapiens tidligere ledere.
Filmen havde premiere på Tribeca Film Festival den 16. juni 2021. Den blev udgivet den på Netflix 3. august 2021.

## Modtagelser
På anmeldeshjemmesiden Rotten Tomatoes har Pray Away en positiv vurdering på 94% baseret på 32 anmeldelser med en gennemsnitlig vurdering på 8,40/10. På Metacritic har filmen et vægtet gennemsnit på 71 ud af 100 baseret på 6 kritikere, hvilket indikerer "generelt gode anmeldelser". 

### Priser
| År   | Pris               | Kategori                                                                                            | Modtager(e) | Resultat | Ref. |
| ---- | ------------------ | --------------------------------------------------------------------------------------------------- | --- | -------- | ---- |
| 2022 | GLAAD Media Awards | Fremragende dokumentar                                                                              | Pray Away\| style="text-align:center;background: #ffdddd;vertical-align: middle;" class="table-no2"\| Nomineret | [ 2 ]    |      |
| 2022 | Queerties Awards   | style="text-align:center;background: #ffdddd;vertical-align: middle;" class="table-no2"\| Nomineret | Pray Away\| style="text-align:center;background: #ffdddd;vertical-align: middle;" class="table-no2"\| Nomineret | [ 3 ]    |      |

## Eksterne links
- Pray Away på Internet Movie Database (engelsk)
- Pray Away på The Movie Database (engelsk)
- Pray Away på Rotten Tomatoes (engelsk)
- Pray Away på Netflix (engelsk)